# Synalpheus mulegensis
Synalpheus mulegensis är en kräftdjursart som beskrevs av Rios 1992. Synalpheus mulegensis ingår i släktet Synalpheus och familjen Alpheidae. Inga underarter finns listade i Catalogue of Life.